# 제주온라인학교
제주온라인학교는 대한민국 제주특별자치도 제주시에 있는 공립 각종학교이다.

## 학교 연혁
- 2024년 9월 1일 : 제주고등학교 교사에서 개교[1]